# Steinbach (Naturschutzgebiet)
Das Naturschutzgebiet Steinbach liegt auf dem Gebiet der Städte Jöhstadt und Marienberg im Erzgebirgskreis in Sachsen.

## Lage
Das aus zwei Teilflächen bestehende Naturschutzgebiet erstreckt sich nördlich und südlich der Staatsstraße 218 und des Haselbaches westlich von Reitzenhain, einem Ortsteil der Stadt Marienberg, und nordöstlich und südöstlich von Steinbach, einem Ortsteil von Jöhstadt. Westlich des Gebietes verläuft die Staatsstraße 265 und östlich die Bundesstraße 174. Der Rothenbach fließt nördlich, die Staatsgrenze zu Tschechien verläuft östlich. Durch die südliche Teilfläche fließt der Steinbach, ein rechter Zufluss der Preßnitz.
Die Teilgebiete liegen nach der Naturraumkarte von Sachsen in der Mikrogeochore „Steinbacher Talrand und Riedelgebiet“ und sind Teil der Mesogeochore „Höhenrücken an der oberen Preßnitz“.

## Unterschutzstellung und Schutzzweck
Durch eine Verordnung des Regierungspräsidiums Chemnitz wurde das Naturschutzgebiet rechtlich festgelegt. Ein Teil des Gebietes wurde schon 1961 unter Schutz gestellt.
Schutzzweck ist nach Paragraf 3 der Schutzgebiets-Verordnung  Erhalt oder Wiederherstellung und Entwicklung eines günstigen Erhaltungszustandes dieser natürlichen oder naturnahen Lebensraumtypen (LRT) von gemeinschaftlichem Interesse nach der FFH-Richtlinie: Berg-Mähwiesen (LRT 6520), Hainsimsen-Buchenwälder (LRT 9110), Schlucht- und Hangmischwälder (LRT 9180) und Erlen-Eschen- und Weichholzauenwälder (LRT 91E0)  Weiter sollen die mit den aufgeführten Lebensraumtypen räumlich und funktional verknüpften Fichten- und Fichtenmischwälder in allen Entwicklungsstadien, erhalten und entwickelt werden, soweit sie für Biotopverbund und Erhalt der ökologischen Funktionsfähigkeit des Gebietes von Bedeutung sind. Auch sollen seltene und gefährdete Pflanzenarten wie zum Beispiel Weißtanne, Grünliche Waldhyazinthe und Torfmoos Sphagnum warnstorfii erhalten und wiederentwickelt werden, aber auch  Vegetationsgesellschaften, in denen diese Pflanzen typischerweise vorkommen. Die Gebiete des Steinbachs und des Rothenbachs mit ihren „jeweils reich gegliederten Mosaiken aus verschiedenen naturnahen Wald- und Grünlandgesellschaften“ sollen „wegen ihrer Seltenheit, besonderen Eigenart und hervorragenden Schönheit“ erhalten werden. Schließlich wird als Ziel festgelegt „die Erhaltung einzigartiger Landschaftspotenziale und Zönosen für die ökologische, naturgeschichtliche und landeskundliche Forschung“.

## Bedeutung
Das 440,6 ha große Gebiet mit der NSG-Nr. C 28 ist Teil des nach der europäischen Richtlinie 92/43/EWG (Fauna-Flora-Habitat-Richtlinie) (kurz „FFH-Richtlinie“) ausgewiesenen Natura-2000-Gebietes mit der Bezeichnung „Buchenwälder bei Steinbach“ und der EU-Meldenummer DE 5444-301 (FFH-Gebiet) und gehört zum Europäischen Vogelschutzgebiet „Erzgebirgskamm bei Satzung“.
Die Grundsätze für Pflege und Entwicklung des Gebietes sind in Paragraf 6 der Schutzgebiets-Verordnung festgelegt.